# The Eternal Three
The Eternal Three é um filme mudo norte-americano de 1923, do gênero drama, produzido e distribuído por Goldwyn Pictures. Foi dirigido por Marshall Neilan e Frank Urson. Hobart Bosworth, Claire Windsor e Bessie Love estrelando o filme. O filme foi feito a partir de uma história de Neilan e agora é um filme perdido, embora uma breve produção do diretor Marshall Neilan com estrelas Raymond Griffith, Hobart Bosworth e Claire Windsor aparecem no filme restaurado, Souls for Sale.

## Elenco
- Hobart Bosworth - Dr. Frank R. Walters
- Claire Windsor - Mrs. Frank R. Walters
- Raymond Griffith - Leonard Foster
- Bessie Love - Hilda Gray
- George Cooper - Bob Gray
- Tom Gallery - Tommy Tucker
- Helen Lynch - Miriam Barnes
- Alec B. Francis - Dr. Steven Browning (como Alec Francis)
- William Orlamond - Hacienda Owner
- Charles West - Mordomo
- Marion Aye - Empregada doméstica (como Maryon Aye)
- William Norris - Old Roue
- James F. Fulton - Governador
- Irene Hunt - Esposa do governador
- Peaches Jackson - Filho do governador
- Victory Bateman - Sra. Tucker
- Billie Bennett - Amigo da Sra. Tucker
- Lillian Leighton - Dona de casa